# László Szabó (ajedrecista)
László Szabó (Budapest, 19 de marzo de 1917-ib. 8 de agosto de 1998), fue un ajedrecista húngaro, Gran Maestro Internacional.
Antes de la Segunda Guerra Mundial, trabajó en el departamento de divisas de un banco en Budapest. Durante la Guerra, fue capturado por el ejército rojo, siendo prisionero hasta el final del conflicto.

## Trayectoria como ajedrecista
Aprendió a jugar al Ajedrez a la edad de 6 años. A los 14 comenzó a participar en torneos de Ajedrez, y a los 17 se convirtió en  Maestro Nacional.
Irrumpió en la escena internacional del Ajedrez en 1935, a la edad de 18 años, ganando el Campeonato de Hungría de ajedrez, un torneo internacional en organizado en Tatatóváros, y fue seleccionado para representar a su país en la Olimpíada de Ajedrez de 1935 en Varsovia. Los espectadores de la Olimpíada quedaron maravillados del estilo ofensivo del joven Szabó, que iba en contra del adusto enfoque posicional adoptado por sus compatriotas. Se cree que Szabó estudió bajo la tutela de Géza Maróczy, entonces una figura patriarcal en el ajedrez húngaro, después de haber entrenado previamente a los futuros campeones del mundo, Max Euwe y Vera Menchik.
Antes de la Segunda Guerra Mundial, tuvo otros éxitos, como la victoria absoluta en el Congreso Internacional de Ajedrez de Hastings en 1938/39.
Después de la guerra, volvió a jugar al Ajedrez en muchos eventos internacionales. Terminó 5º en Groningen en 1946, un torneo extremadamente fuerte que incluía a Mijaíl Botvínnik, Max Euwe, Vasili Smyslov, Miguel Najdorf, Isaak Boleslavski y Aleksandr Kótov.  Terminó 2º en el Interzonal celebrado en Saltsjöbaden en 1948, por detrás de David Bronstein, y logró el triunfo en Hastings en 1947/48, Budapest 1948 y Hastings 1949/50. Al lograr la quinta posición, tanto en el Interzonal de Saltsjöbaden en 1952 y de Gotemburgo en 1955, hizo méritos suficientes para participar en el Torneo de Candidatos.
Fue en la tercera y última aparición en el Torneo de Candidatos de Ámsterdam en 1956, cuando Szabó hizo más méritos para una lucha por el título de Campeón Mundial. Empató en el tercer lugar con Bronstein, Yefim Géler , Tigran Petrosian y Borís Spaski, detrás de Smyslov y Paul Keres.
En las décadas de 1960 y 1970, continuó sobresaliendo en la escena internacional. Fue 1º en Zagreb en 1964, 1º en Budapest en 1965, empatado con Lev Polugayevski y Mark Taimánov, 1º en Sarajevo en 1972, 1º en Hilversum en 1973, junto con Géler, y también el primer lugar en Hastings 1973/74, empatado con Gennady Kuzmin, Jan Timman y Mijaíl Tal.
Asimismo, logró la victoria en París en 1966, en Valencia en 1949, en Dortmund en 1974 y en Helsinki en 1979.
En total, representó a Hungría en 11 Olimpiadas de Ajedrez, jugando en el primer tablero en cinco ocasiones. En 1937, ganó la plata por equipos y la plata individual. En 1952, un bronce individual; en 1956, un bronce por equipos y en 1966, bronce por equipos y la plata individual. Asimismo, representó a Hungría en siete ocasiones en el Campeonato de Europa por Equipos. Szabo jugó 2.707 partidos en torneos oficiales y obtuvo 1.191 victorias, 373 derrotas y 1.143 tablas (alrededor del 65%).
Szabó fue el mejor jugador de Hungría durante casi 20 años, finalmente reemplazado por Lajos Portisch en torno a 1963/64, y en la cima de su carrera, uno de los 12 mejores jugadores del mundo.
Su familia donó su biblioteca ajedrecística y sus documentos a la Colección John G. White, en la Biblioteca Pública de Cleveland. Es la biblioteca más grande de Ajedrez en el mundo (32.568 volúmenes de libros y publicaciones periódicas, incluyendo 6.359 volúmenes de publicaciones periódicas encuadernadas).
Fue vencedor en solitario del Campeonato Nacional de Ajedrez de Hungría en 1935, 1937, 1946, 1950, 1952, 1954 y 1967, y tres veces compartió el primer lugar (1958, 1959 y 1961).
Durante el período de 1946 a 1979, participó en 88 torneos internacionales, logrando un total de 21 títulos y 30 segundos o terceros puestos.

## Partida seleccionada
- Mijaíl Botvínnik - László Szabó. Hamburgo, 1965.

1.c4 g6 2.d4 Nf6 3.Nc3 Bg7 4.e4 d6 5.f3 O-O 6.Be3 Nc6 7.Nge2 e5 8.d5 Ne7 9.Qd2 Nd7 10.g3 f5 11.Bg2 fxe4 12.fxe4 a6 13.h3 Rb8 14.Ba7 Ra8 15.Bf2 h6 16.O-O Nf6 17.Be3 Kh7 18.c5 Bd7 19.b4 g5 20.a4 Qe8 21.Qe1 Qg6 22.Rb1 Nh5 23.g4 Nf4 24.Ng3 Qf6 25.Rf2 Neg6 26.Bf1 Nh4 27.Qd1 Qe7 28.Rbb2 Rf7 29.Nf5 Bxf5 30.gxf5 h5 31.Rh2 Bh6 32.Kh1 Rg8 33.Bf2 Rfg7 34.Ne2 g4 35.hxg4 Rxg4 36.Ng1 Qg7 37.Bh3 Nxh3 38.Rxh3 Ng2 39.Rxh5 Nf4 40.Rh4 Nd3 41.Rxg4 Qxg4 42.Qxg4 Rxg4 43.Rc2 Nxf2+ 44.Rxf2 Rxe4 45.Rb2 Rc4 46.Ne2 Kg7 47.Kg2 Kf6 48.Kf3 e4+ 49.Kg4 e3+ 50.Kf3 Kxf5 51.cxd6 cxd6 52.Rb1 Bg5 53.a5 Ke5 54.Rg1 Bf6 55.Rb1 Kxd5 56.Kxe3 Kc6 57.Kd3 Kb5 58.Rf1 Be5 59.Rf7 Rxb4 60.Rxb7+ Kxa5 61.Ra7 Kb6 62.Ra8 Kb7 63.Rf8 a5 64.Rf7+ Ka6 65.Rf8 Ka7 66.Rc8 Kb7 67.Rf8 Rb3+ 68.Kc2 Rh3 69.Nc1 a4 70.Nd3 Rh2+ 71.Kb1 Bc3 72.Rf3 Kb6 73.Nf4 Bd4 74.Rd3 Be5 75.Ng6 Kc5 76.Re3 Bd4 77.Rf3 Kc4 0-1

## Biografía
- Hooper, David; Whyld, Kenneth (1992), The Oxford Companion to Chess (2 edición), Oxford: Oxford University Press, pp. 405-406, ISBN 0-19-280049-3.
- Crowther, Mark (21 de septiembre de 1998), THE WEEK IN CHESS 202: Laszlo Szabo 19 March 1917 – 8 August 1998, London Chess Center.